# La Japonaise au bord de l'eau
La Japonaise au bord de l'eau est un tableau réalisé par le peintre français Henri Matisse pendant l'été 1905 à Collioure. Cette toile fauve exécutée à l'huile et au crayon représente une Japonaise en kimono près d'un plan d'eau. Présentée au Salon d'Automne de 1905, un temps la propriété de Michael et Sarah Stein, elle est aujourd'hui conservée au Museum of Modern Art, à New York.

## Expositions
- Salon d'Automne de 1905, Grand Palais, Paris, 1905.